# نساء جميع الأمم الحمراء
نساء جميع الأمم الحمراء (بالإنجليزية: Women of All Red Nations)‏  WARN منظمة نسائية أمريكية أصلية. تأسست في عام 1974 من قبل لوريلي ديكورا منز ومادونا ثاندر هوك وفيليس يونغ وجانيت ماكلاود وغيرهم. ضمت المنظمة أكثر من 300 امرأة من 30 مجتمعًا قبليًا مختلفًا. وكان العديد من أعضائها نشطين سابقًا في الحركة الهندية الأمريكية وشاركوا في حادثة ووندد ني عام 1973. عقد المؤتمر الافتتاحي في رابيد سيتي، داكوتا الجنوبية.
دافعت المنظمة عن صحة المرأة الأمريكية الأصلية، واستعادة وتأمين الحقوق التعاهدية، والقضاء على التمائم الهندية للفرق الرياضية، ومكافحة تسويق الثقافة الهندية. وسلطوا الضوء على المعدلات المرتفعة للمشكلات الصحية الناجمة عن التعدين النووي والتخزين على الأراضي الهندية، مثل العيوب الخلقية والإجهاض والوفيات. كما أعربوا عن قلقهم بشأن التعقيم القسري للنساء الهنديات وتبني الأطفال الهنود من قبل غير الهنود. ونشروا مقال «سرقة الحياة» في نشرتهم الإخبارية السنوية للفت الانتباه إلى التعقيم القسري المستمر للنساء من السكان الأصليين. أعيد طبع هذا المقال في جلسة الاستماع الوطنية المعنية بقضايا الحقوق المدنية في الهند، وهي جزء من لجنة الولايات المتحدة للحقوق المدنية، التي عقدت في واشنطن العاصمة عام 1979.
أفادت دراسة أجرتها المنظمة في عام 1974 أنه خلال السبعينيات، كانت نسبة 40-50% من نساء الشعوب الأصلية اللاتي تمت مقابلتهن تعتقدن أنه تم تعقيمهن، على الرغم من أن دراسة لاحقة أشارت إلى أن هذا التقدير كان مرتفعًا جدًا. ومن الصعب تقدير مدى انتشار التعقيم، حيث شهد السكان نموًا خلال هذه الفترة، في حين أن العديد من أولئك الذين خضعوا للإجراء لديهم بالفعل ثلاثة أو أربعة أطفال. نتيجة لجهود المنظمة للفت الانتباه إلى هذه الممارسات، في عام 1979 صدرت اللوائح التي تنظم التعقيم من قبل وزارة الصحة والخدمات الإنسانية بالولايات المتحدة. وفي عام 1980، أصدرت المنظمة تقريرًا يشير إلى وجود ارتباط إحصائي بين المستويات العالية للتلوث في محمية باين ريدج وزيادة حدوث العيوب الخلقية والإجهاض والسرطان. وقد تم استخدام هذه المنطقة لتعدين اليورانيوم، وكانت بمثابة مجموعة مدفعية عسكرية وتعرضت لمبيدات الأعشاب والتلوث بالمبيدات الحشرية من مزارع غير محمية.